# Bargh Glacier
Bargh Glacier är en glaciär i Antarktis. Den ligger i Östantarktis. Nya Zeeland gör anspråk på området. Bargh Glacier ligger 6 meter över havet.
Terrängen runt Bargh Glacier är varierad. Bargh Glacier ligger nere i en dal. Trakten är obefolkad. Det finns inga samhällen i närheten.